# 1-Butanthiol
1-Butanthiol ist eine chemische Verbindung aus der Gruppe der Thiole.

## Vorkommen
1-Butanthiol kommt natürlich als Bestandteil von Stinktiersekret vor.

## Gewinnung und Darstellung
1-Butanthiol kann durch Reaktion von But-1-en mit Schwefelwasserstoff in Gegenwart eines Katalysators gewonnen werden.
Ebenfalls möglich ist die Gewinnung durch Reaktion von 1-Brombutan mit Natriumhydrogensulfid.

## Eigenschaften
1-Butanthiol ist eine licht- und luftempfindliche, flüchtige, farblose Flüssigkeit mit unangenehmem Geruch nach verfaulten Zwiebeln oder nach Stinktier, die sehr schwer löslich in Wasser ist. Sie zersetzt sich bei Erhitzung, wobei Schwefeloxide entstehen.

## Verwendung
1-Butanthiol wird als Lösungsmittel, Zwischenprodukt zur Herstellung von Insektiziden, Akariziden und Herbiziden sowie zur Verhinderung von Fraßschäden von Rehen bei Bäumen und Sträuchern verwendet. Außerdem wird es zur Odorierung von Erdgas verwendet.

## Sicherheitshinweise
Die Dämpfe von 1-Butanthiol bilden mit Luft explosive Gemische (Flammpunkt −1 °C).